# Ω星団
ω星団（おめがせいだん、NGC 5139、Caldwell 80、Melotte 118）は、ケンタウルス座にある大型の球状星団である。肉眼で見ることができる数少ない球状星団のうちでも最大級のものとされている。
ω星団は地球から17,000光年の距離にある。 1000万個もの恒星の集団で、中心の星は互いに0.1光年ほどしか離れていない超高密度の球状星団であると考えられている。また、他の球状星団とは違って、星生成が行われている。 それには、小型銀河が銀河系により吸収され、その中心部が銀河の周りを回り始めたためだという説がある。

## 観測
紀元前2世紀にトレミーが著書アルマゲストの中で、ケンタウルス座を形作る星の一つとして記録している。17世紀に入り、ヨハン・バイエルが著書ウラノメトリアの中で、この天体にω星のバイエル符号を与えたため、現在も「ω星団」と呼ばれている。
1677年、南大西洋のセントヘレナ島で望遠鏡を使った観測でエドモンド・ハレーによって再発見され、「恒星ではない天体」として記録された。ハレーは、後の1715年にフィロソフィカル・トランザクションズの中で、「明るい点または斑点（luminous spots or patches ）」の一つとして紹介し、「馬の背の星雲」と名付けている。
メシエカタログ製作者のシャルル・メシエの観測地パリではω星団は地平線上に昇らないため、明るい星団でありながらメシエカタログに記載されていない。

## ギャラリー
- VLT掃天望遠鏡(英語版)が撮影したω星団